# 이사 알레카시르
이사 알레카시르 Rajabi(페르시아어: عیسی آل‌کثیر, Issa Alekasir Rajabi, 1990년 2월 7일 ~ )는 이란의 축구 선수로, 현재 페르세폴리스 공격수이다.

## 클럽 경력

### 페르세폴리스
2020년 9월 1일 알레카시르는 페르시안 걸프 프로리그 챔피언 페르세폴리스와 2년 계약을 맺었다. 9월 24일, 그는 2020년 AFC 챔피언스리그 조별 리그에서 샤르자에게 4 – 0으로 승리하며 페르세폴리스의 첫 골을 넣었다. 9월 27일, 그는 챔피언스리그 16강전에서 알사드에게 1 – 0으로 승리하며 결승골을 넣었다. 9월 30일, 그는 챔피언스리그 8강전에서 파흐타코르를 상대로 2 – 0으로 승리하며 2골을 넣었다. 이후 AFC는 알레카시르의 경기 골 세리머니가 '차별적인 제스처'로 판정돼 6개월간 출전 정지 처분을 내렸다.